# Pasquale Gabriele
Pasquale Gabriele (né le 5 janvier 1991 à Gioia del Colle) est un joueur italien de volley-ball. Il mesure 2,03 m et joue réceptionneur-attaquant.

## Clubs
| Club                | De        | À         |
| ------------------- | --------- | --------- |
| Pallavolo Atripalda | 2012-2013 | 2012-2013 |
| Blu Volley Vérone   | 2013-2014 | ...       |

## Palmarès
Néant.